# Mięsień prosty tylny mniejszy głowy

Mięsień prosty tylny mniejszy głowy

Mięsień prosty tylny mniejszy głowy (łac. musculus rectus capitis posterior minor) – w anatomii człowieka mięsień należący do grupy mięśni podpotylicznych, zaliczanych do głębokich mięśni grzbietu. Położony jest w obrębie karku, ma kształt małego, płaskiego trójkąta. Przyczep początkowy ma na guzku tylnym kręgu szczytowego, biegnie w górę lekko się rozszerzając i kończy się na kości potylicznej pod przyśrodkową częścią kresy karkowej dolnej. Unerwiony jest przez nerw podpotyliczny, pochodzący z gałęzi tylnej nerwu szyjnego C1.